# Odontopyge gestrii
Odontopyge gestrii är en mångfotingart som beskrevs av Filippo Silvestri 1896. Odontopyge gestrii ingår i släktet Odontopyge och familjen Odontopygidae. Inga underarter finns listade i Catalogue of Life.